# Liste der Biografien/Walu
Liste der Biografien |
Portal Biografien |
Personensuche
# |
A |
B |
C |
D |
E |
F |
G |
H |
I |
J |
K |
L |
M |
N |
O |
P |
Q |
R |
S |
T |
U |
V |
W |
X |
Y |
Z |
?
 
Wa |
Wc |
Wd |
We |
Wh |
Wi |
Wj |
Wl |
Wn |
Wo |
Wr |
Ws |
Wt |
Wu |
Ww |
Wy |
Wz
 
Waa |
Wab |
Wac |
Wad |
Wae |
Waf |
Wag |
Wah |
Wai |
Waj |
Wak |
Wal |
Wam |
Wan |
Wao |
Wap |
Waq |
War |
Was |
Wat |
Wau |
Wav |
Waw |
Wax |
Way |
Waz
 
Wala |
Walb |
Walc |
Wald |
Wale |
Walf |
Walg |
Walh |
Wali |
Walj |
Walk |
Wall |
Walm |
Waln |
Walo |
Walp |
Walq |
Walr |
Wals |
Walt |
Walu |
Walw |
Waly |
Walz
Die Liste der Biografien führt alle Personen auf, die in der deutschsprachigen Wikipedia einen Artikel haben. Dieses ist eine Teilliste mit 11 Einträgen von Personen, deren Namen mit den Buchstaben „Walu“ beginnt.

## Walu

### Walub
- Waluburg, germanische Seherin

### Walug
- Waluga, Günter (* 1954), deutscher Politiker (SPD), MdL

### Walui
- Waluiski, Semjon Andrejewitsch (* 1991), russischer Eishockeyspieler

### Waluj
- Walujew, Nikolai Sergejewitsch (* 1973), russischer BoxerNikolai Sergejewitsch Walujew (* 1973)

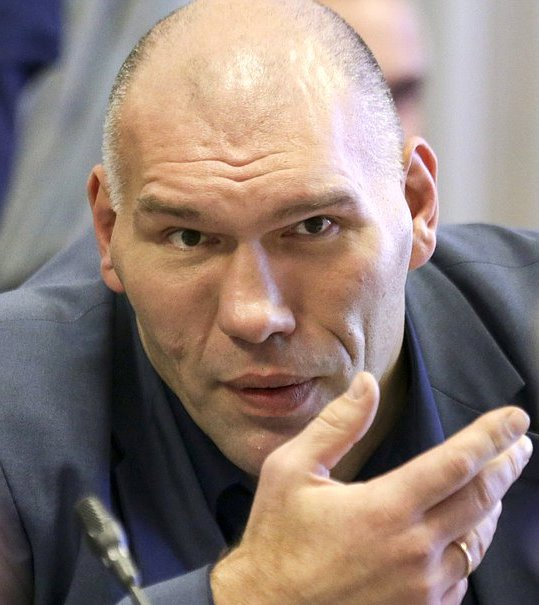
Nikolai Sergejewitsch Walujew (* 1973)

- Walujew, Pjotr Alexandrowitsch (1815–1890), russischer Staatsmann und Schriftsteller
- Walujew, Wladimir Prokofjewitsch (* 1947), russischer Admiral

### Waluk
- Walukiewicz, Sebastian (* 2000), polnischer Fußballspieler

### Walul
- Walulis, Philipp (* 1980), deutscher Hörfunk- und Fernsehmoderator
- Waluliso (1914–1996), österreichischer Friedensaktivist und Original in Wien

### Walus
- Waluś, Janusz (* 1953), südafrikanischer Attentäter
- Waluś, Janusz (* 1953), polnischer Skispringer